# 王光远 (1924年)
王光远（1924年3月25日—），男，河南温县人，中国结构力学和工程设计理论专家，曾任哈尔滨建筑大学、哈尔滨工业大学教授，中国力学学会副理事长。

## 生平
1946年毕业于国立西北农学院，之后在北洋大学（现天津大学）任教。1952年毕业于哈尔滨工业大学研究生班。
1994年当选为中国工程院土木、水利与建筑工程学部院士。